# Comitatul Pend Oreille, Washington
Comitatul Pend Oreille, conform originalului din engleză, Pend Oreille  County, este unul din cele 39 comitate ale statului american  Washington.  Este numit după  tribul populației amerindiene Pend d'Oreilles, al cărui nume în limba franceză înseamnă cercel ("care atârnă de ureche", la plural).
Conform 2000, efectuat de United States Census Bureau, populația comitattului fusese de 11.732 de locuitori. Sediu comitatului este orașul/orășelul (în engleză, town) Newport, care este totodată și cea mai populată localitate din comitat.
Comitatul Pend Oreille County a fost creat din comitatul Stevens, la 1 martie 1911, fiind "cel mai nou," dar și ultimul comitat creat al statului  Washington.

## Geografie
Conform datelor furnizate de United States Census Bureau, comitatul are o suprafață totală de 3.692 km² (sau de 1,425 mi²), dintre care 3.627 km² sau (1,400 mi²) reprezintă uscat și restul 65 km² (sau 25 mi²)  (sau 1,76%) reprezintă apă.

### Drumuri importante
- U.S. Route 2
- State Route 20
- State Route 31

### Comitate adiacente
- Comitatul Boundary, statul  Idaho - la est
- Comitatul Bonner, Idaho - la est
- Comitatul Spokane, statul  Washington - la sud
- Comitatul Stevens, Washington - la vest

La nord, comitatul se învecinează cu provincia British Columbia, Canada.
- Districtul regional Central Kootenay, British Columbia

### Zone protekate național
- Colville National Forest (parțial)
- Kaniksu National Forest (parțial)
- Little Pend Oreille National Wildlife Refuge (parțial)

## Demografie
|  | Graficele sunt indisponibile din cauza unor probleme tehnice. Mai multe informații se găsesc la Phabricator și la wiki-ul MediaWiki. |

Date: Wikidata - grafică realizată de Wikipedia